# 1990년대
1990년대는 1990년대부터 1999년까지를 가리킨다.
세계적으로는 냉전이 종식되고 미국 주도의 국제 질서가 확립된 시기이다. 그리고 대한민국에서 1980년대 후반부터 이어지고 있던 경제 호황이 정점을 찍었던 황금기이자, 동시에 대한민국의 IMF 구제금융 요청으로 인한 최악의 경제적 시련기이기도 했다.

## 사건
- 1990년
  - 대한민국에서 3당 합당이 이루어지다.
  - 이라크가 쿠웨이트를 침공하다.
  - 한국, 소련과 수교하다.
  - 독일이 통일되다.
  - 대학수학능력시험의 실력평가가 시작되다.
  - 대한민국 제 4대 대통령인 윤보선이 사망하다.

- 1991년
  - 걸프 전쟁이 발발하다.
  - 유고슬라비아 내전이 발발하다.
  - 대한민국이 30년 만에 지방선거를 실시하였다.
  - 대한민국의 서울방송이 FM 라디오와 지상파 TV를 개국하였다.
  - 대한민국과 조선민주주의인민공화국이 유엔에 동시 가입하였다.
  - 소비에트 연방이 붕괴되다.

- 1992년
  - 수요집회가 시작되다.
  - 대한민국 제14대 국회의원 선거가 실시되다.
  - 대한민국과 중화인민공화국이 수교하다.
  - 대한민국 첫 번째 영부인 프란체스카 도너가 사망하다.
  - 대한민국 제14대 대통령 선거에서 김영삼이 당선되었다.
  - 하계 올림픽이 스페인 바르셀로나에서 개최되다.
  - 서울 지하철 2호선 신정지선 구간이 개통되었다.

- 1993년
  - 김영삼 정부가 출범하다.
  - 금융 실명제가 실시되었다.
  - 대한민국 대전에서 대전엑스포가 개최되다.
  - 서울 지하철 3호선과 서울 지하철 4호선의 연장 구간이 개통되었다.

- 1994년
  - FIFA 월드컵이 미국에서 개최되다.
  - 조선민주주의인민공화국 김일성이 사망하였다.
  - 성수대교 붕괴 사고가 일어나다.
  - 지하철 과천선 구간이 개통되었다.
  - 대한민국 지하철 분당선 일부 구간이 개통되었다.

- 1995년
  - 일본 한신 대지진이 발생하다.
  - 대구 상인동 가스 폭발 사고가 일어나다.
  - 삼풍백화점 붕괴 사고가 일어나다.
  - 대한민국이 지방단체장과 지방의원을 동시에 선출하는 지방선거를 실시하였다.
  - 신세기 에반게리온이 일본에서 방영하다.
  - 서울 지하철 5호선 일부 구간이 개통되었다.

- 1996년
  - 대한민국에서 국민학교 명칭이 초등학교로 변경되다.
  - 지하철 일산선 구간이 개통되었다.
  - 서울 지하철 5호선 전 구간이 개통되었다.
  - 서울 지하철 7호선과 서울 지하철 8호선 일부 구간이 개통되었다.
  - 대한민국 제15대 국회의원 선거가 실시되다.
  - 대한민국에서 조선총독부가 완전 철거되다.

- - 대한민국이 12월 12일에 OECD에 가입되다.
  - 2002년 월드컵 개최지로 대한민국과 일본을 동시개최지로 최종 선정되었다.

- 1997년
  - 청주국제공항이 개항되다.
  - 홍콩이 중화인민공화국에 반환되다.
  - 초등학교 3~6학년 교과목에 영어과목이 추가되었다.
  - 아시아에 금융 위기가 닥치다.
  - 대한민국 제15대 대통령 선거, 김대중이 당선되다.
  - 대한민국 항공기 대한항공 801편이 추락하다.

- - 11월 대한민국의 IMF 외한위기가 닥치다.
  - 대한민국 제 4대 대통령 영부인,공덕귀가 세는나이로 향년 87세로 사망하다.

- 1998년
  - 1월 5일부터 KBS에서 금모으기 운동을 시작되다.
  - 김대중 정부가 출범하다.
  - 인도네시아, 수하르토 정권이 붕괴되다.
  - 마크 맥과이어와 새미 소사의 홈런왕 경쟁으로 메이저 리그 베이스볼이 다시 인기를 얻다.

- 1999년
  - 북대서양조약기구이 유고슬라비아를 공습하다.
  - 마카오가 중화인민공화국에 반환되다.
  - 서울 지하철 8호선 전 구간이 개통되었다.
  - 개그 콘서트가 방영을 시작하다.

## 같이 보기
- X세대